# Elvezio
Elvezio  è un nome proprio di persona italiano maschile.

## Varianti
- Maschili: Elvetico[1]
- Femminili: Elvezia[1], Elvetica[1]
  - Ipocoristici: Elvi[1], Vezio

## Origine e diffusione

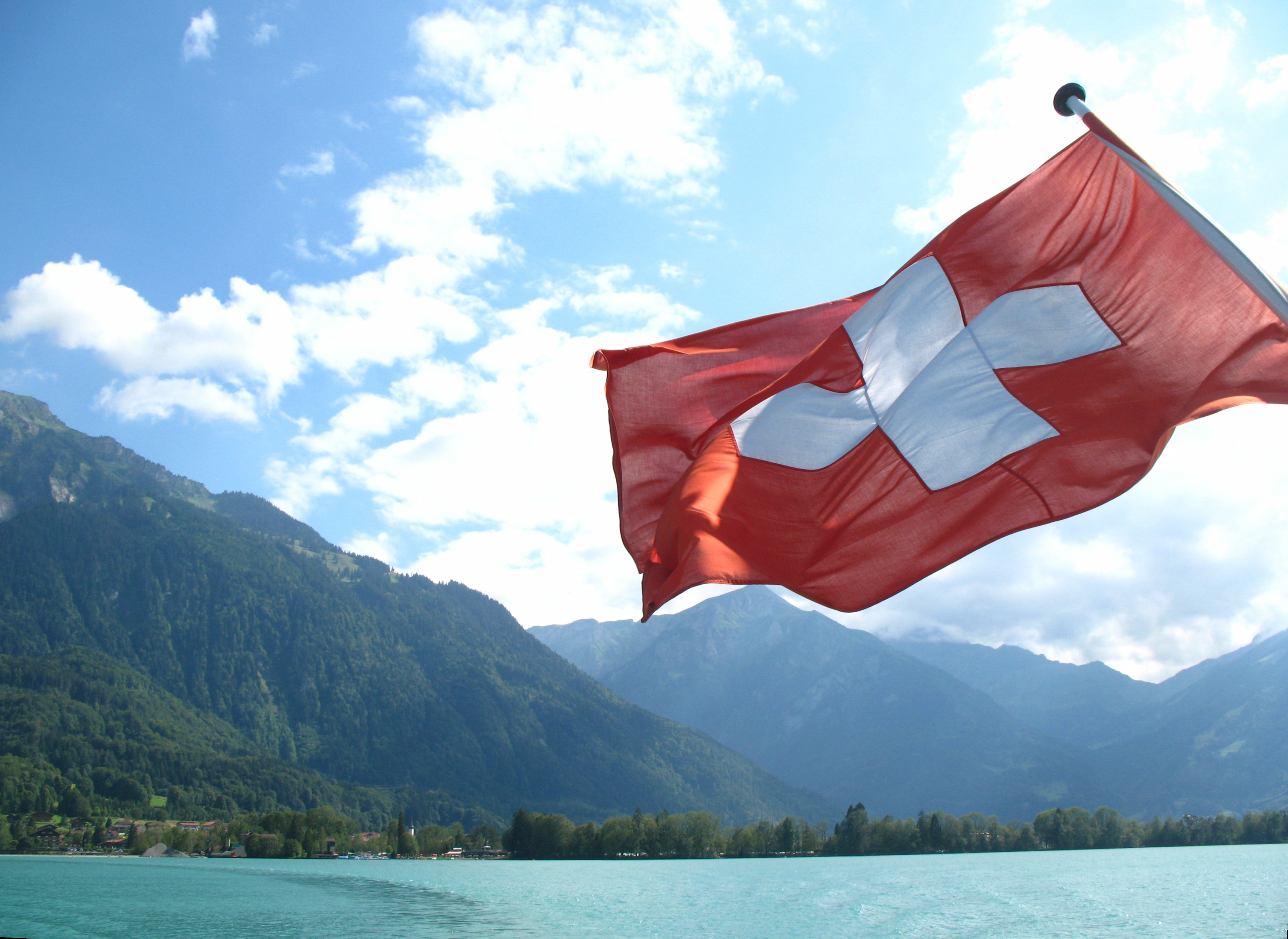
Una bandiera della Svizzera che sventola a Bönigen, sul lago di Brienz

Continua il nome latino Helvetius, un etnonimo riferito alla Svizzera (anticamente chiamata "Elvezia", dal nome degli Elvezi).
Il suo utilizzo può in parte avere ragioni ideologiche, in quanto in Svizzera si rifugiarono molti anarchici e vari altri perseguitati politici italiani tra il finire del 1800 e l'inizio del secolo seguente.

## Onomastico
L'onomastico può essere festeggiato il 1º novembre, festa di Ognissanti, perché non esistono santi che abbiano portato questo nome.

## Persone
- Elvezio Brancaleoni Cavallaro, ballerino e coreografo italiano
- Elvezio D'Orazi, calciatore italiano
- Elvezio Massai, partigiano e scrittore italiano
- Elvezio Ortali, calciatore italiano